# أبو الأعلى المودودي
أبو العلاء المودودي وبالكامل أبو العلاء المَوْدوديُّ بنُ أحمَدَ حسن مودودي (12 رجب 1321 هـ - 1 ذو القعدة 1399 هـ) (25 سبتمبر 1903 - 22 سبتمبر 1979) كان عالمًا إسلاميًا ومنظرًا إسلاميًا وفيلسوفًا مسلمًا وفقيهًا ومؤرخا وصحفيا وناشطًا. وباحث نشط في الهند البريطانية ولاحقًا بعد التقسيم في باكستان. وصفه ويلفريد كانتويل سميث بأنه "أكثر المفكرين منهجية في الإسلام الحديث"، أعماله العديدة التي "غطت مجموعة من التخصصات مثل تفسير القرآن والحديث والقانون والفلسفة والتاريخ" تمت كتابتها باللغة الأردية ولكن بعد ذلك تُرجمت إلى الإنجليزية والعربية والهندية والبنغالية والتاميلية والتيلجو والكانادا والبورمية والمالايالامية والعديد من اللغات الأخرى. سعى إلى إحياء الإسلام كمنهج حياة شامل، ونشر ما فهمه على أنه "الإسلام الحقيقي". كان يعتقد أن الإسلام ضروري للسياسة وأنه من الضروري تحكيم الشريعة الإسلامية في كل المجالات والحفاظ على الثقافة الإسلامية على غرار حكم الخلفاء الراشدون والتخلي عن الفجور مما اعتبره شرور العلمانية والقومية والاشتراكية التي فهمها على أنها تأثير الإمبريالية الغربية.
ولد في يوم الجمعة بمدينة جيلى بورة القريبة من أورنج أباد في ولاية حيدر أباد بالهند من أسرة مسلمة محافظة اشتهرت بالتدين والثقافة. لم يعلمه أبوه في المدارس الإنجليزية واكتفى بتعليمه في البيت. درس على يد أبيه اللغة العربية والقرآن الكريم والحديث النبوي والفقه الإسلامي وكانت أسرته أسرة علم وفضل. بدأ المودودي العمل في الصحافة عام 1337 هـ. وأصدر مجلة ترجمان القرآن عام 1351 هـ. والمجلة تصدر حتى يومنا هذا. أسس الجماعة الإسلامية في الهند عام 1360 هـ وقادها ثلاثين عاما ثم اعتزل الإمارة لأسباب صحية عام 1392 هـ وتفرغ للكتابة والتأليف.
تأثر المودودي بحسن البنا مؤسس جماعة الإخوان المسلمين ودعوته للعمل لإعادة الخلافة الإسلامية وقد ألف كتاب "الخلافة والملك" للتنظير لتلك الفكرة، كما قام المودودي بالتنظير لـتوحيد الحاكمية وجاهلية القرن العشرين ووجوب العمل لإستخلاص الحكم من أيدي "الطواغيت" و"الفجرة" و"الفسدة"، وتكوين نظام حكم يقوم علي حاكمية الله في التشريع في كتابه "الحكومة الإسلامية" وإحياء الجهاد الإسلامي لمواجهة الإستعمار الغربي للبلاد الإسلامية. أثرت أدبيات المودودي في العديد من المنظرين الإسلاميين الأخرين كسيد قطب وآية الله الخميني الذي جعل حاكمية الله في التشريع أساس للدستور الإيراني عقب نجاح الثورة الإسلامية في 1979م، كما أثرت علي العديد من الحركات الإسلامية والجهادية حول العالم وكان لها إنتشار بالغ بين المقاتلين الأفغان العرب في الحرب السوفيتية في أفغانستان أو ما يُعرف بالجهاد الأفغاني ككتابه "الجهاد في الإسلام".
اعتقل في باكستان ثلاث مرات وحكم عليه بالإعدام عام 1373 هـ 1953م ثم خفف حكم الإعدام إلى السجن مدى الحياة نتيجة لردود الفعل الغاضبة والاستنكار الذي واجهته الحكومة الباكستانية آنذاك ثم اضطروا بعد ذلك إلى إطلاق سراحه. كما تعرض المودودي لأكثر من محاولة اغتيال. وهو صاحب فكرة ومشروع إنشاء الجامعة الإسلامية في المدينة المنورة وبعد إنشائها صار عضوا في مجلس الجامعة. وكان عضوا مؤسساً في المجلس التأسيسي لرابطة العالم الإسلامي. وله من المؤلفات الكثيرة عدها بعضهم فتجاوزت الستين كتابا. وكان أول من حصل على جائزة الملك فيصل الدولية في المملكة العربية السعودية لخدمته للإسلام في عام 1979. توفي في 1 ذو القعدة من عام 1399 هـ 1979م ودفن في ساحة منزله بمدينة لاهور الباكستانية.
وهو ثاني شخص في التاريخ تشيع صلاة الغائب عليه في الكعبة بعد الملك النجاشي.  يتم تبجيل المودودي من قبل الجماعة الإسلامية والإخوان المسلمون والدائرة الإسلامية لأمريكا الشمالية وحماس وغيرها من المنظمات الإسلامية.

## النشأة
نالت شبه القارة الهندية استقلالها عن التاج البريطاني في الخامس عشر من شهر أغسطس سنة 1947م وانقسمت إلى دولتين الهند ذات الغالبية الهندوسية وباكستان التي تنتمي الأغلبية من مواطنيها إلى الدين الإسلامي. في ظل تلك الأوضاع السياسية المتوترة ظهرت شخصية أبي الأعلى المودودي. ولد أبو الأعلى المودودي في سبتمبر سنة 1903م الموافق رجب 1321 هـ في مدينة جيلى بورة القريبة من أورنج أباد في ولاية حيدر أباد بالهند لأسرة متدينة. درس المودودي في صغره اللغة العربية والقرآن والحديث النبوي والفقه الإسلامي، ولم يلتحق بالمدارس الإنجليزية المنتشرة في الهند في تلك الفترة بناء على رغبة أبيه.

### أسرته
ينتمي المودودي إلى أسرة تمتد جذورها إلى شبه جزيرة العرب فقد هاجرت أسرته إلى الهند في أواخر القرن التاسع الهجري قيل إنه جاء الهند مع الفاتح محمد بن القاسم الثقفي. ولد أبو الأعلى بن أحمد حسن المودودي ولد في أورنج آباد بمقاطعة حيدر آباد الدكن من أسرة تنتمي إلى الشيخ قطب الدين مودود الجشتي مؤسس الطريقة الجشتية في الهند، والمودودي نسبة إلى مودود أحد رواة الحديث الشريف، والده أحمد حسن عابد زاهد تخرج في جامعة عليكرة الإسلامية حيث ينتمي إلى أسرة بتدينها ومكانتها الروحية، ثم عمل بالمحاماة وبالزراعة - مع ضيق الحال - وجه معظم وقته لدراسة الدين وتدريسه وللذكر والعبادة وله ولزوجته أكبر الأثر في حياة ولدهما أبي الأعلى. نشأ أبو الأعلى المودودي في جو صوفي وتفتحت عيناه على حياة تفيض بالزهد والورع والتقوى وقضى طفولته الأولى في مسقط رأسه في مدينة جيلي بورة في أورنك آباد الدكن بمقاطعة حيدر آباد في الهند من أسرة مسلمة محافظة اشتهرت بالتدين والثقافة. جاء أبوه إلى هذه المدينة ليترافع في قضية حيث كان يشتغل بالمحاماة ثم أشار عليه أخوه محي الدين الذي كان يشغل منصباً قضائياً في المدينة أن يعمل محامياً في المدينة فعاش بها أربع سنوات وولد أبو الأعلى أثناءها.
كان أبوه معلمه الأول؛ فَعَلَّمَهُ اللغة العربية والقرآن الكريم والحديث الشريف والفقه وحَفَّظَهُ مُوَطَّأَ الإمام مالك، كما عَلَّمَهُ اللغة الفارسية، يقول المودودي عن والده:«لقد أحسن تربيتي وعلمني النطق السليم وكان يحكي لي كل مساء قصص الأنبياء والمرسلين ووقائع التاريخ الإسلامي وحوادث الهند واهتم بأخلاقي وكان يأخذني معه دائمًا عند رفاقه وكُلُّهُم على درجة عالية من الثقافة والاتزان، فانتقلت إلى من مجالستهم العادات الفاضلة الحسنة.» وأقبل المودودي على التعليم بجدٍّ واهتمام حتى اجتاز امتحان مولوي وهو ما يعادل الليسانس. وقد تاثر أبو الأعلى كثيراً بالبيئة التي نشأ فيها حيث كان شغوفاً بالمسائل الدينية التي كان أبوه على علم بها وكان يذهب بصحبته لأداء الصلوات الخمس بالمسجد بانتظام وقد حفظ الكثير من آيات القرآن الكريم وهو في الخامسة وكان يصوم وهو لم يزل صغيراً قبل سن التكليف وقد وهبه الله القدرة على الكتابة فكانت سلاحه في الدعوة لله.

### التعليم
تلقى المودودي تعليمه الأول على يد والده الّذي كان يكره الحكم البريطاني ومؤيديه وأساليبه في السياسة والسلوك والتربية فآثر أن يعلمه بنفسه ولم يرسله إلى المدارس الإنكليزية. درّسه علوم العربية والقرآن والحديث والفقه واللغة الفارسية والأوردية، وكان قدوة صالحة له، جنّبه ألفاظ السوقة التي كان يلتقطها أحياناً من الشارع وسهر معه الليالي يحكي له قصص الأنبياء والتاريخ الإسلامي، والأحداث التاريخية والقصص والحكايات النافعة التي تحمل العظة والعبرة، ورافقه في زيارته أصدقاءَه من العلماء والصالحين، ليكتسب من صحبتهم ومجالسهم العلم والفضل والسلوك القويم.
ثم التحق بالمدرسة الثانوية في «أورنج آباد»، ثم بالمدرسة العليا فيها، فحصل العلوم الكونية من فيزياء وكيمياء ورياضيات وغيرها قبل أن يضطر إلى الالتحاق بوالده في «حيدر آباد» الذي فاجأه المرض، ليتفرغ لخدمته وتمريضه مع والدته، إلى أن توفاه الله عام 1338هـ/1919م، وقد بلغ المودودي حينئذٍ السادسة عشرة من عمره. وفي أثناء إقامته في دلهي، وفي الفترة ما بين 1921 حتى 1928 تهيأت للمودودي فرصة التعمق في الثقافة الإسلامية، إذ التقى نخبة مختارة من أهل العلم فقرأ عليهم علوم المعاني والبلاغة والمنطق، والآداب العربية، والتفسير والحديث والفقه والأصول، وحفظ غيباً موطأ الإمام مالك، وفي «دلهي» وفي مدة أربعة أشهر فقط تابع إتقان اللغة الإنكليزية، وحصل على فرصة الاطلاع على الآداب الإنكليزية، وكذلك التاريخ والفلسفة، والعلوم الاجتماعية الغربية، وقد مكنه ذلك من المقارنة بين ما تنطوي عليه الثقافة الإسلامية من كنوز، وما تتضمنه الثقافة العصرية من فوائد.
وفي الفترة من عام 1929 إلى 1932 أفرغ كما يقول العديد من خزانات الكتب والمراجع في ذهنه، استعداداً للمهمة التي وطن نفسه للقيام بها، ألا وهي الدعوة إلى الإسلام في عصر مليء بالأفكار والتيارات والنزعات، بحيث يفرض على الداعية التزود بزاد علمي شامل. كانت حياته سلسلة متصلة من العمل الدؤوب، والجهد المتواصل في سبيل الدفاع عن دينه الّذي آمن به وتربى عليه، والدعوة إليه بكل الوسائل والأسباب، وقد عايش أحداثاً جساماً شهدها العالم، أفرزت تيارات متعارضة كثيرة، فكرية وسياسية واجتماعية، حصلت بينها نزاعات عنيفة، شارك فيها المودودي بصفته مسلماً ومفكراً بكل ما يملكه من فكر وقلم ولسان ومال.
عندما أصيب أبوه بالشلل وأصبح قعيدًا بلا حراك وضاقت سبل العيش بالأسرة والأبناء، كان على المودودي أن يكافح من أجل لقمة العيش فقرر أن يجعل قلمه وسيلة للرزق. ورغم ضيق العيش والكد في طلب الرزق سعى المودودي إلى تعلم اللغة الإنجليزية حتى أتقنها وصار بإمكانه الاطلاع على كتب التاريخ والفلسفة والاجتماع ومقارنة الأديان باللغة الإنجليزية دون أية صعوبة في فهمها واستيعابها.

## العمل
عقب وفاة والده عام 1917 أدرك أنه أصبح لا يملك إلا بناء الذات فاتجه إلى الصحافة فانضم إلى جريدة مدينة «بجنوز» عام 1918م ومنها إلى جريدة «تاج» الأسبوعية وفيها كتب افتتاحيات عديدة تتحمس للمحافظة على الخلافة الإسلامية وفي هذه الأثناء كتب كتاب «النشاطات التبشيرية في تركيا». ونتيجة احتكاكه بحركة الخلافة انتقل إلى دلهي عاصمة الهند وقابل مفتي الديار الهندية «كفاية الله» و«أحمد سعيد» وكانا من كبار جمعية العلماء في الهند، ووقع الاختيار عليه لرئاسة تحرير الصحيفة التي ستصدرها الجمعية تحت اسم «المسلم» بين عام 1921م إلى عام 1923م وفي عام 1924م أصدرت جريدة الجمعية ورأس المودودي تحريرها حتى عام 1948م.
خلال إقامته في دلهي تعمق المودودي في العلوم الإسلامية والآداب العربية كما تعلم الإنجليزية في أربعة أشهر بالجهد الذاتي، وحصل قراءات فاحصة للآداب الإنجليزية والفلسفة والعلوم الاجتماعية الأمر الذي مكنه من إجراء المقارنة بين ما تنطوي عليه الثقافة الإسلامية وما تتضمنه الثقافية الغربية. أصدر مجلة «ترجمان القرآن» الشهرية المستقلة عام 1932م وكان لها دور أساسي في الحركة الإسلامية في القارة الهندية. تقابل مع الشاعر محمد إقبال الذي أقنعه بالمجئ إلى لاهور ليتعاونا معاً في بعث الإسلام وساند مسلمي الهند حتى قيام دولتهم باكستان. في عام 1926 وقعت اضطرابات في الهند على اثر مقتل زعيم «حركة اكراه المسلمين على اعتناق الهندوسية» المدعو «سوامى شردهانند» وواجه المسلمون هجوماً عنيفاً وكان المودودي من بين الشباب المسلم الذي وقفوا في وجه الهجوم وأصدر كتابه الأول «الجهاد في الإسلام» وفي عام 1941م قام بإنشاء الجماعة الإسلامية للدعوة لله وإقامة المجتمع الإسلامي.
بدأ المودودي العمل الصحفي في السابعة عشر من عمره. وفي سن الثلاثين، أصدر مجلة ترجمان القرآن ونشر فيها عشرات المقالات المرتبطة بأوضاع الإسلام والمسلمين في شبه القارة الهندية. وعُرف في تلك المرحلة بدفاعه المستميت عن الخلافة العثمانية التي كانت تعيش آخر أيامها في ظل حكومة مصطفى كمال أتاتورك. تزامن ذلك أيضا مع تصاعد بعض الحركات القومية الهندية في بلاده. عمل المودودي في الصحافة في وقت مبكر حيث كان ينتقل من صحيفة إلى أخرى ويكتب لها افتتاحيات نارية دفاعًا عن الخلافة الإسلامية الآيلة إلى السقوط، وصار رئيس تحرير مجلة المسلم التي تصدرها جمعية العلماء وهو ابن سبع عشرة (1920 – 1923) وبكتابته هذه جمع بين السياسة والإعلام والانكباب على قضايا الإسلام والمسلمين شارحًا ومنافحًا. وبدأ بالكتابة في بعض الجرائد، ثم اشترك مع مدير جمعية علماء الهند في إصدار جريدة مسلم وصار مديرًا لتحريرها لمدة ثلاث سنوات حتى أُغْلِقَتْ عام (1922) فانتقل إلى بهو بال ثم عاد مرة أخرى إلى دلهي سنة (1923) حيث تولى الإشراف على إصدار جريدة تصدرها جمعية علماء الهند تحمل اسم الجمعية وظل يتحمل وحده عبء إصدارها حتى سنة (1928) التي أتم فيها كتابه الجهاد في الإسلام الذي حقّق شهرة عالمية، وقد كتبه ردًّا على مزاعم غاندي التي يدعي فيها أن الإسلام انتشر بحد السيف، وفي عام (1932) أصدر ترجمان القرآن من حيدر آباد الدكن وكان شعارها "احملوا أيها المسلمون دعوة القرآن وانهضوا وحَلِّقُوا فوق العالم". وكان تأثير المودودي عبر ترجمان القرآن من أهم العوامل التي ساعدت على انتشار التيار الإسلامي في الهند وزيادة قوته، وقد تبلور ذلك في حزب الرابطة الإسلامية، وتأكد ذلك من خلال دعوته أثناء المؤتمر الذي عُقد في لكنو سنة (1937) إلى الاستقلال الذاتي للولايات ذات الأغلبية الإسلامية.
ونتيجة لشهرة المودودي واتساع دائرة تأثيره الفكري في العالم الإسلامي دعاه المفكر والفيلسوف الهندي محمد إقبال سنة (1937) إلى لاهور ليمارس نشاطه الإسلامي بها، فَلَبَّى المودودي الدعوة وعند وفاة إقبال في العام التالي تاركًا فراغًا كبيرًا في مجال الفكر والدعوة اتجهت الأنظار إلى المودودي ليملأ هذا الفراغ فبدأ تأسيس الجماعة الإسلامية في لاهور، وتم انتخابه أميرًا لها في (أغسطس 1941) وبعد ذلك بعامين نَقَلَتِ الجماعة الإسلامية مركزها الرئيسي من لاهور إلى دار السلام - إحدى قرى بتها نكوت - وكان المودودي طوال هذه الفترة لا يكف عن الكتابة والتأليف. وفي (نوفمبر 1972) بعد نحو ثلاثين عامًا طلب المودودي إعفاءه من منصبه كأمير للجماعة الإسلامية لأسباب صحية وانصرف إلى البحث والكتابة، وفي عام (1979) فاز المودودي بجائزة الملك فيصل العالمية لخدمة الإسلام؛ فكان أول من حصل على تلك الجائزة تقديرًا لجهوده المخلصة في مجال خدمة الإسلام والمسلمين.

## النشاط السياسي
فضلاً عن الاستعمار الإنكليزي الجاثم على أرض الهند فقد احتلت جيوش الحلفاء اصطنبول في 13 جمادى الآخرة 1337 16 آذار/مارس 1919 وألغيت الخلافة أو رمزها على الأقل، فلطالما وقفت في وجه الحلفاء، وكانت حاجزاً أمام الغزو الفكري والتبشيري الغربي، يومها بدأت الحركات الإسلامية في جميع أنحاء العالم الإسلامي تنطلق باتجاه مضاد، وقد شارك المودودي وهو في عنفوان الشباب في هذا التوجه مشاركة فعالة، فشارك في أعمال الغوث والمساعدة حين ألمّت بالهند مشكلات البؤس والحاجة، ومن منبر الصحافة أدى المودودي الصحافي الناشئ دوره، فكان لمقالاته الصدى المسموع والأثر المحمود، فجمع القلوب حوله داعية ناشئاً، وصحافياً إسلامياً غيوراً. وقد أسهم فيه بقوة بإصدار مجلته الشهيرة «ترجمان القرآن» التي أنشأها عام 1932 في حيدر آباد، وكانت بحق مناراً للثقافة الإسلامية ومنبراً فكرياً يتحدث من فوقه المودودي وغيره من أعلام الفكر والإسلام، وقام على إثره حزب «الرابطة الإسلامية» بزعامة محمد علي جناح 1876- 1948 ينادي بصراحة باستقلال الولايات ذات الأغلبية الإسلامية،, وذلك في مؤتمره الأول الّذي عقد في مدينة «لنكو» وقد لمع فيه نجم المودودي ولفت أنظار المسلمين وقياداتهم وخاصة الشاعر محمد إقبال، فأرسل إليه يدعوه لزيارة «لاهور» ليبدأا العمل معاً من أجل بعث الإسلام، لكن ذلك لم يتم لأن إقبال مات قبل زيارة المودودي له. في عام 1941م أنشأ «الجماعة الإسلامية» وقادها بنفسه حين لم يستطع حزب الرابطة تحقيق الآمال التي كان ينشدها، فأعلن رسالة الجماعة الشاملة، واعتمادها لمبادئ الإسلام دستوراً لحياة الإنسان المسلم، واتخاذ الشريعة الإسلامية دستوراً للبلاد.

### كتاب الجهاد في الإسلام
بدأ المودودي حياته في الصحافة عام 1918م، وفي عام 1920م كون صحيفة هدفها تبليغ الإسلام، وفي عام 1928 ألف كتاب الجهاد في الإسلام، وكان لهذا الكتاب أثر بالغ ضد الإنجليز والهندوس. وفي عام 1933م أصدر مجلة ترجمان القرآن وكان شعارها: (احملوا أيها المسلمون دعوة القرآن وانهضوا وحلقوا فوق العالم)، وعبر هذه المجلة انتقلت أفكاره إلى المسلمين في الهند وباكستان، وتمكنت أفكاره من حشد الملايين؛ ليصبح أحد أكثر الشخصيات تأثيرا في تاريخ الحركات الإسلامية مما مهد له الطريق إلى تأسيس الجماعة الإسلامية. وفي عام 1937م انتقل إلى لاهور، وأسس في باشانكوت داراً للإسلام يربي فيها الرجال ويؤلف الكتب. وفي عام 1941م وجه دعوة لعلماء المسلمين وقادتهم لحضور مؤتمر عقد بلاهور بحضور 75 شخصاً يمثلون مختلف بلاد الهند، وتأسست في هذا المؤتمر الجماعة الإسلامية وانتخب المودودي أميراً لها.

### استقلال الهند وانفصال باكستان
قام المودودي بتأسيس الجماعة الإسلامية في لاهور في يوم 16 شهر أغسطس سنة 1941م بعد ثلاثة عشر عاماً من تأسيس حسن البنا لجماعة الإخوان المسلمين في مصر بعدها بسنوات قليلة، بعدما اجتمع خمس وسبعون رجلا في لاهور من مختلف أنحاء البلاد وانتخبوا المودودى أميرًا لها في 3 شعبان عام 1360 هـ الموافق 26 أغسطس عام1941م. وقد بدأت هذه الجماعة بقيادة المودودي والرابطة الإسلامية أيضاً بقيادة محمد علي جناح مرحلة جديدة من النضال والكفاح وقيادة الجماهير المسلمة التي تعرضت لمحن الاضطهاد والمذابح على أيدي الأغلبية في حروب طائفية اشتعلت في كلّ مكان حتى كان التقسيم في عام 1947. بعد أن نالت الهند استقلالها عن التاج البريطاني انتقلت الجماعة الإسلامية إلى باكستان بعد أن تم تقسيم الهند إلى دولتين. وفى العام 1943 نقلت الجماعة الإسلامية مركزها الرئيس من لاهور إلى دار السلام، وهى إحدى قرى مدينة بتهانكوت، ومع إعلان قيام دولة باكستان في 28 أغسطس 1947، انتقل المودودى مع زملائه إلى لاهور مرة أخرى، حيث أسس مقر الجماعة الإسلامية بها، وفى يناير 1948، بعد قيام باكستان بنحو خمسة أشهر، ألقى المودودى أول خطاب له في كلية الحقوق، وطالب بتشكيل النظام الباكستانى طبقا للقانون الإسلامى، وأكد عديد الباحثين والمؤرخين في مجال الجماعات الإسلامية أنه بالقدر الذي تأثر فيه حسن البنا بمقولات ونظريات المودودي في الحاكمية وفلسفة الدولة الإسلامية والدمج بين الدين والسياسة، إلا أن إسلاميي باكستان بشكل عام والمودودي خاصة تأثر بدوره بالحدث المصري الذي كان بمثابة "المؤشر على أن مقولة الخلافة الإسلامية لا تزال باقية رغم سقوط العثمانيين الأتراك. لم يمر وقت طويل حتى اصطدمت الجماعة بالسلطات الباكستانية بسبب الخلاف الناشب حول مسألة تطبيق الشريعة. اُعتقل المودودي - باعتباره أمير الجماعة - ثلاث مرات، وحُكم عليه في إحداها بالإعدام عقب أحداث العنف الطائفي التي اندلعت في لاهور سنة 1953م، ثم خُفف حكم الإعدام إلى السجن مدى الحياة نتيجة لردود الأفعال الشعبية الغاضبة والمستنكرة. في عام 1955 أُسقط عنه الحكم وأُطلق سراحه.

### تطبيق الشريعة الإسلامية
ألقى المودودي أول خطاب له في كلية الحقوق وطالب بتشكيل النظام الباكستاني طبقًا للقانون الإسلامي وظل المودودي يلح على الحكومة بهذا المطلب، فألقى خطابًا آخر في اجتماع عام بكراتشي في ربيع الآخر عام 1367 هـ الموافق مارس عام 1948م تحت عنوان «المطالبة الإسلامية بالنظام الإسلامي». قبض عليه عدة مرات لأسباب مختلقة.
في داخل باكستان التي قامت أساساً على الإسلام ولم يلتزم قادتها مبادئه طالب المودودي السلطة وقادتها الالتزام بما يأتي:
- أن تكون الحاكمية فيها لله وحده، وما على الحكومة إلا أن تنفذ أمر الله.
- أن تكون الشريعة الإسلامية هي القانون الأساسي الوحيد لها.
- إلغاء وإبطال كل ما يعارض الشريعة من قوانين وأنظمة.
- ألاّ تتصرف الحكومة إلا ضمن الحدود التي رسمتها الشريعة.

لكن الحكومة رفضت ذلك وردت بهجمة مضادة، وكان الصراع بينه وبينها مريراً، فدخل السجن هو وأعوانه مرات، أولها عام 1948، ثم في عام 1953 عندما نشر كتاب «المسألة القاديانية»، ثم اعتقل في العام نفسه ومثل أمام محكمة عسكرية حكمت عليه بالإعدام شنقاً، وبعد الاستنكار الشديد داخل باكستان وخارجها خُفّف الحكم إلى المؤبد، ثم أُفرج عنه، وبعد مؤتمر طشقند عام 1966 الذي عقد في نهاية الحرب الهندية الباكستانية وانتصرت فيها الباكستان بالمواقف البطولية التي وقفها المودودي وإخوانه في الدفاع عن البلاد، لم يرضَ عن قرارات هذا المؤتمر الذي عُد انتصاراً سياسياً للهند، ورأى أن نظام الحكم في باكستان يتجه إلى تحجيم النشاط الإسلامي في البلاد، وفي مواجهة ذلك دعا المسلمون وعلى رأسهم المودودي إلى تكوين ائتلاف حزبي باسم «الحركة الديمقراطية الباكستانية»، وانضم إلى هذه الحركة الأغلبية الإسلامية، لكنه مع حرصه الشديد على تجنب المواجهة حدث الصدام الهائل بين القوى الإسلامية ومعارضيها، وانتهى بانتصار المسلمين، غير أن السلطة أعلنت الأحكام العرفية في آذار/مارس 1968 وهوجمت مكاتب «الجماعة الإسلامية» في «لاهور» وأُحرقت المصاحف والكتب الإسلامية، واعتقل المودودي مدة شهرين ثم أُفرج عنه، وتواصلت المواقف التي استهدفت نشاطاته كلها حتى وفاته.

### حكم الإعدام
عقب أحداث العنف الطائفي التي اندلعت في لاهور سنة 1953 اعتُقل المودودي وحُكم عليه سريعا بالإعدام بتهمة التأجيج الطائفي، إلا أنه رفض تقديم التماس يقرُ فيه بالذنب ويطلب العفو عنه وينسب إليه قوله 
 بعدها أدى الضغط الشعبي الإسلامي إلى تخفيف الحكم إلى السجن مدى الحياة، ثم لاحقا أسقِطت التُهم عنه كلياً سنة 1955م (1374هـ). اعتقل المودودي في باكستان ثلاث مرات وحُكم عليه بالإعدام عام 1373 هـ ثم خُفف حكم الإعدام إلى السجن مدى الحياة نتيجة لردود الفعل الغاضبة والاستنكار الذي واجهته الحكومة آنذاك، ثم اضطروا بعد ذلك إلى إطلاق سراحه. تعرض المودودي لأكثر من محاولة اغتيال،
وقد تأثر وانبهر سيد قطب بكتاباته وبثباته عندما حكم عليه بالإعدام وقال نفس معنى مقولته عند الحكم بإعدامه في قضية تنظيم 65.

### جهود أخرى
كان صاحب فكرة إنشاء الجامعة الإسلامية في المدينة المنورة وصار عضواً في مجلس الجامعة بعد تأسيسها. كما كان عضواّ مؤسساً في المجلس التأسيسي لرابطة العالم الإسلامي. وأسس المودودي في العام 1947 مدرسة إسلامية للاقتصاد تعمل على التخلص من الإرث البريطاني. كما أسهم المودودي في إنشاء جمعية الجامعات الإسلامية كمنظمة دائمة. وفي عام 1399هـ مُنح جائزة الملك فيصل تقديرًا لجهوده وتضحياته في خدمة الإسلام وتبرع بها لخدمة الإسلام أيضًا. وهو أول من حصل على الجائزة أتى بعده أبو الحسن الندوي من الهند.

## وفاته
في عام 1972م أعفي المودودي من منصبه كأمير للجماعة الإسلامية بناء على طلبه، فانصرف إلى البحث والكتابة عاكفاً على إكمال كتابه تفهيم القرآن، في أبريل 1979 ساءت حالة أبو الأعلى الصحية بسبب علة الكُلى المزمنة وزادت عليها علة في القلب، فسلم قيادة الجماعة إلى ميان طفيل محمد وسافر إلى الولايات المتحدة الأمريكية لتلقي العلاج حيث كان ابنه الثاني يعمل طبيباً، مواصلاً نشاطه الفكري. وقد توفي يوم 22 سبتمبر 1979 الموافق 1399هـ بعد عدة عمليات جراحية. ونقل جثمانه إلى لاهور ودفن هناك.

## مؤلفاته
خلف المودودي وراءه دعوة ورجالاً ومكتبة من تأليفه ترجمت إلى لغات كثيرة وطبعت مرات عديدة، نادى فيها بالإسلام نظاماً شاملاً للبشرية كلها ودعا المسلمين إلى أن يخلصوا دينهم لله وأن يتخلصوا من الطواغيت المستبدة وأن ينتزعوا الإمامة الفكرية والعلمية من أيديهم وينقلوها إلى أيدي المؤمنين، من خلال مقالاته التي كتبها في مجلته «ترجمان القرآن» ومحاضراته التي ألقاها في المناسبات، وخطبه الجُمَعيّة، وبياناته التي وزعت على الجماهير ترك المودودي ما لا يقل عن سبعين مؤلفاً منها تفسير للقرآن الكريم يقع في ثلاثين جزءاً كتب معظمه أيام سجنه، وكل مؤلفاته كانت بالأوردية ترجم بعضها إلى العربية، ومن هذه المؤلفات: «مبادئ الإسلام» و«المصطلحات الأربعة في القرآن» و«البيانات» و«أسس الاقتصاد بين الإسلام والنظم المعاصر» و«نظرية الإسلام الخلقية» و«الأسس الأخلاقية للحركة الإسلامية» و«واقع المسلمين وسبيل النهوض بهم» و«مسألة ملكية الأرض في الإسلام» و«نظام الحياة في الإسلام» و«الربا» و«نحو الدستور الإسلامي» و«الدين القيم» و«نظرية الإسلام السياسية» و«الجهاد في سبيل الله» و«منهاج الانقلاب الإسلامي» و«الإسلام والجاهلية» و«ومعضلات الاقتصاد وحلها في الإسلام» و«شهادة الحق» و«المسألة القاديانية» و«الحجاب» و«تفسير سورة النور» و«حقوق أهل الذمة في الدولة الإسلامية» و«الدعوة الإسلامية ومنهاج القيام بها» و«الحضارة الإسلامية ومبادئها» و«تفهيم القرآن» في ثلاثين جزءاً و«ماضي المسلمين وحاضرهم، وخطة العمل لمستقبلهم» و«تاريخ الدعوة الإسلامية في الهند وباكستان» و«تاريخ إحياء الدين وتجديده» وغيرها. مثلت هذه الكتب فكر المودودي السياسي والاجتماعي والاقتصادي والديني، وركز فيها على موضوعات القومية والحاكمية والديمقراطية والدستور الإسلامي والحوار مع الفكر الغربي وعُدّ بها من أبرز رواد الإصلاح الاجتماعي والسياسي الإسلامي، ويمثّل المحور الفكري للحركة الإسلامية ومن أكبر منظّريها.
درس أبو الأعلى المودودي هذه الحضارة من مصادرها، وبين لأبناء أمته بأسلوب متين أن الإسلام شيء آخر إنساني حضاري. واستطاع أن يعيد إلى المسلمين ثقتهم بدينهم واعتزازهم بشخصيتهم. يقول المودودي:«من عام 1929م إلى عام 1939م أفرغت العديد من خزانات الكتب والمراجع في ذهني، استعدادًا للمهمة الجديدة مهمة الدعوة إلى الإسلام في عصر مُلئ بالأفكار والتيارات يفرض على الداعية أن يتزود بزاد كمي علمي سام وأن يحظى بعصا من البرهان يتوكأ عليها ويهش بها على غنمه، ويحقق بها المآرب الأخرى.» في هذه المرحلة أَلَّفَ المودودي مجموعة من أهم كتبه مثل: نحن والحضارة الغربية، والمسلمون وحركة تحرير الهند، ومبادئ الإسلام، كما ألف كتابه الشهير الجهاد في الإسلام في نحو الخامسة والعشرين من عمره. بلغ عدد مؤلفات المودودي (140) مصنفًا ما بين كتاب ورسالة، وأكثر من ألف محاضرة، ومن أبرز تلك المؤلفات:

### كتاب الجهاد في الإسلام
كتاب الجهاد في الإسلام (1347 هـ = 1928م) وكان سبب تأليفه لهذا الكتاب أن غاندي نقل عنه قوله بأن الإسلام انتشر بحد السيف. وخطب الإمام "محمد علي الجوهري" خطبة في الجامع الكبير بدهلي، وصدح بقولته: "ليت رجلا من المسلمين يقوم للرد"؛ فأراد المودودي أن يكون هذا الرجل، وغربل أمهات الكتب في هذا الموضوع، وأخذ يطالع تاريخ الحروب عند جميع الشعوب قديمًا وحديثًا وكتب حلقات متواصلة في جريدة الجمعية، ثم صدرت في كتاب عام 1928م وكان الدكتور "محمد إقبال" ينصح دائمًا الشباب المسلمين باقتناء هذا الكتاب، وكان تأليف هذا الكتاب نقطة تحول كبيرة للمودودي.

### كتاب مبادئ الإسلام
ومن كتبه أيضًا مبادئ الإسلام، وقد تُرجم إلى ثلاثين لغة عالمية ونال رواجًا كبيرًا في أوربا، واعتنق كثيرون بسببه الإسلام، وسبب تأليفه أن إدارة التربية والتعليم في ولاية "حيدر آباد الدكن" كلفت المودودي بوضع منهج التربية الإسلامية في مدارسها، والطريف أنه لم يكتب شيئا حتى جاءه إخطار بضرورة تسليم الكتاب خلال أسبوع فأنجزه بالفعل في هذا الوقت اليسير.

### كتب أخرى
وله مجموعة كبيرة من الكتب التي غيرت الكثير من الأفكار وتربى عليها جيل بكامله منها: حضارة الإسلامية (أصولها ومبادؤها) (1350 هـ = 1932م)، نظرية الإسلام السياسية (1358 هـ = 1939م)، تجديد وإحياء الدين (1359 هـ = 1940م)، الاصطلاحات الأربعة الأساسية في القرآن (1360 هـ = 1940م)، الإسلام والجاهلية (1360 هـ = 1941م)، الأسس الأخلاقية للحركة الإسلامية (1364 هـ = 1945م)، الدين الحق (1366 هـ = 1947م)، نظام الحياة في الإسلام ومبادئه الأساسية (1367 هـ = 1948م)، حقوق أهل الذمة (1367 هـ = 1948م)، مطالب الإسلام تجاه المرأة المسلمة (1372 هـ = 1953م)، قضية القاديانية (1372 هـ = 1953م)، تفسير تفهيم القرآن: ويقع في سبعة مجلدات؛ بدأه (1360 هـ = 1941م)، وأتمه (1392هـ = 1972م)، سيرة النبي صلى الله عليه وسلم، بدأه (1392 هـ = 1972م)، وأتمه قبيل وفاته، وهو آخر مؤلفاته. فضلاً عن مؤلفات أخرى عديدة، حظيت بشهرة عريضة في جميع أنحاء العالم ولقيت قبولا واسعًا في قلوب المسلمين في شتى البقاع؛ فترجم الكثير منها إلى العديد من اللغات. وقد بلغ عدد اللغات التي ترجمت مصنفات المودودي إليها ست عشرة لغة، منها: الإنجليزية، والعربية، والألمانية، والفرنسية، والهندية، والبنغالية، والتركية، والسندية، ونالت استحسان ورضى المسلمين على شتى مستوياتهم واتجاهاتهم. وقد حظيت مؤلفات المودودي بشهرة عريضة في جميع أنحاء العالم ولقيت قبولا واسعًا في قلوب المسلمين في شتى البقاع؛ فترجم الكثير منها إلى العديد من اللغات.
بلغ عدد مؤلفات المودودي (140) مصنفًا ما بين كتاب ورسالة، منها:
1. الجهاد في الإسلام: وكان سبب تأليفه لهذا الكتاب أن المهاتما غاندي نقل عنه قوله بأن الإسلام انتشر بحد السيف. وخطب الإمام «محمد علي الجوهري» خطبة في الجامع الكبير بدلهي، وصدح بقولته: «ليت رجلا من المسلمين يقوم للرد»؛ فأراد المودودي أن يكون هذا الرجل، وغربل أمهات الكتب في هذا الموضوع، وأخذ يطالع تاريخ الحروب عند جميع الشعوب قديمًا وحديثًا وكتب حلقات متواصلة في جريدة الجمعية، ثم صدرت في كتاب عام 1928، وكان الدكتور «محمد إقبال» ينصح دائمًا الشباب المسلمين باقتناء هذا الكتاب.(ترجم بالعربية إلا آخر بابين).
2. المسألة القاديانية، وكشف فيه بإيجاز عن عقائد هذه الفرقة ومخططاته (ترجم بالعربية «ما هي القاديانية»)
3. دين الحق (ترجم بالعربية)
4. الجهاد في سبيل الله. (ترجم بالعربية)
5. مصدر قوة المسلم.
6. النشاطات التبشيرية في تركيا.
7. الأخلاق الاجتماعية وفلسفتها.
8. مسألة اللباس. (ترجم بالعربية)
9. تاريخ السلاجقة.
10. الدولة الصفوية.
11. تاريخ الدّكن السياسي.
12. نحن والحضارة الغربية. (ترجم بالعربية)
13. الحجاب. (ترجم بالعربية)
14. الحضارة الإسلامية: أسسها ومبادئها. (ترجم بالعربية)
15. أسس الاقتصاد بين الإسلام والنظم المعاصرة (ترجم بالعربية).
16. الإسلام في مواجهة التحديات المعاصرة. (ترجم بالعربية)
17. مشكلة الجبر والقدر.
18. مفاهيم إسلامية حول الدين والدولة (ترجم بالعربية).
19. ملكية الأرض في الإسلام. (ترجم بالعربية)
20. حركة تحديد النسل. (ترجم بالعربية)
21. في محكمة العقل: التوحيد، الرسالة، الآخرة.
22. حقوق الزوجين: دراسة نقدية لقانون الأحوال الشخصية. (ترجم بالعربية)
23. مبادئ الإسلام. (ترجم بالعربية)
24. الربا. (ترجم بالعربية)
25. نظرية الإسلام السياسية (ترجم بالعربية).
26. كيف تقام الحكومة الإسلامية.
27. نظرة فاحصة على العبادات الإسلامية.
28. موجز تاريخ تجديد الدين وإحيائه.
29. المصطلحات الأربعة في القرآن: الإله- الرب- العبادة- الدين. (ترجم بالعربية)
30. منهج جديد للتعليم والتربية. (ترجم بالعربية)
31. الإسلام والجاهلية. (ترجم بالعربية)
32. معضلات الإنسان الاقتصادية وحلها في الإسلام. (ترجم بالعربية)
33. المسلمون والصراع السياسي الراهن- ثلاثة أجزاء.
34. تفهيم القرآن. في ثلاثين جزءا. وهو تفسير للقرآن الكريم استغرق ثلاثين عاما.(ترجم بالعربية السورة الفاتحة، السورة البقرة، السورة ال عمران فحسب من مجلد الأول)
35. طريق السلام.
36. الأسس الأخلاقية للحركة الإسلامية.(ترجم بالعربية)
37. الدين القيم.(ترجم بالعربية)
38. الدعوة الإسلامية ومتطلباتها.
39. دعوة الجماعة الإسلامية.
40. الصلاح والفساد.
41. شهادة الحق.(ترجم بالعربية)
42. عقوبة المرتد في الإسلام.
43. نظام الحياة في الإسلام.(ترجم بالعربية)
44. القانون الإسلامي وطرق تنفيذه.(ترجم بالعربية)
45. حقوق أهل الذمة في الدولة الإسلامية (ترجم بالعربية).
46. شؤون باكستان الداخلية والخارجية.
47. الصفات اللازمة للعاملين في مجال الدعوة.
48. أسس الدستور الإسلامي في القرآن.
49. تدوين الدستور الإسلامي.(ترجم بالعربية)
50. قضية كشمير الإسلامية.(ترجم بالعربية)
51. سيرة النبي صلى الله عليه وسلم- في مجلدين.
52. الحكومة الإسلامية.(ترجم بالعربية)
53. نظرية الإسلام وهديه في السياسة والقانون والدستور.
54. طائفة من قضايا الأمة الإسلامية في القرن الحاضر.
55. الأمة الإسلامية وقضية القومية.
56. الإسلام والمدنية الحديثة.(ترجم بالعربية)
57. بين الدعوة القومية والرابطة الإسلامية.
58. الخلافة والملك.(ترجم بالعربية)
59. منهاج الانقلاب الإسلامي.(ترجم بالعربية)
60. نحو ثورة سلمية.
61. تذكرة دعاة الإسلام.(ترجم بالعربية)
62. حول تطبيق الشريعة الإسلامية في العصر الحاضر.(ترجم بالعربية)
63. تفسير سورة النور.(ترجم بالعربية)
64. الإسلام ومعضلات العصر (ترجم بالعربية).
65. إلى أي شيء يدعو الإسلام؟.(ترجم بالعربية)
66. برّ الأمان.(ترجم بالعربية)
67. واجب الشباب المسلم اليوم (ترجم بالعربية).
68. فرعون في القرآن. (ترجم بالعربية)
69. رساله سيره النبي.(ترجم بالعربية)
70. نظرية الإسلام وهدية في السياسة والقانون والدستور (ترجم بالعربية).
71. طائفه من قضايا الامه الإسلامية في القرن الحاضر (ترجم بالعربية).
72. الخطبات.
73. الرسائل والمسائل خمسة مجلدات. وغيرها

## أفكار وأطروحات

### التجاوب الجمودي والإنفعالي
عاش أبو الأعلى المودودي في بيئة تتنازعها مجموعة من الأفكار المتناقضة، فهي من جانب يشتهر فيها الاهتمام البالغ بدراسة كتب الحديث والتعمق في معرفة رجالها وطرق أسانيدها، وينتشر فيها من جانب آخر المذهب الحنفي بما يحمل من عقلانية ومن اعتداد بالرأي، والطرق الصوفية بما تحمل من روحانية ومن بدع وخرافة في نفس الوقت، كما أن احتكاكها المبكر بالثقافة الغربية عن طريق الاحتلال الانجليزي جعل للثقافة الغربية فيها أنصارا يشايعونها ويروجون لها، ويهاجمون من يناصبها العداء ويصفونه بالرجعية والتخلف. وقد أدرك المودودي أن التراجع الحضاري الذي تشهده الأمة يرجع إلى عاملين أساسين أحدهما داخلي (وهو فكر عصور الانحطاط وتخلف العقل المسلم أو ما يطلق عليه المودودي التجاوب الجمودي) والآخر خارجي (وهو فكر الذوبان والالحاق الثقافي أو ما يطلق عليه المودودي التجاوب الإنفعالي). ولذلك كانت رؤيته للإصلاح تشتبك مع تيارين متناقضين أحدهما نصير الفكر الخرافي ومدرسة الجمود والإنغلاق، والثاني نصير الفكر الحداثي ودعوات الذوبان والاستلاب الحضاري. وكان المودودي يدرك أن خطر فكر الجمود والإنغلاق على الأمة لا يقل عن خطر فكر الإلحاق والاستلاب الحضاري، حمل المودودي بقوة على تيار الجمود منتقدا عليهم تعطيلهم لملكة التفكير التي هي أساس التكريم الإلهي لبني آدم ومناط التكليف وتَوَجُّه الخطاب الشرعي واكتفاءهم بترديد ما أنتجه السابقون من أفكار ورؤى أفرزها سياق زماني تغير، مبينا أن «الذين لا يستعملون عقولهم وأفهامهم ولا يميزون بأنفسهم بين الصحيح والزائف، بل يقلدون غيرهم تقليدا أعمى، هم في نظر القرآن {صم بكم عمي فهم لا يعقلون}.» هذا الموقف من المودودي في الدعوة إلى الاجتهاد والنقد اللاذع للجمود صنع له أعداء كثرا داخل تيار الجمود اعتبروا دعواته خروجا على نهج العلماء، وفي ذلك يقول أحدهم:«إن إصرار الأستاذ المودودي على الاجتهاد نعتبره معارضا لمسلك جماعة العلماء فنحن من حيث الجماعة نرى التقليد شيئا لازما في هذا العصر، ونرى أن شروط الاجتهاد التي اشترطها السلف مفقودة في علماء هذا العصر.» ومثل ما فعل المودودي مع تيار الجمود والتقليد من نقض وتفكيك لأفكاره ورؤاه فقد أجهز على تيار التغريب والإلحاق الثقافي ونقض دعاويه وأطروحاته.

### الحاكمية لله
اعتني المودودي منذ تأسيس الجماعة الإسلامية بمبدأ الحاكمية الذي يعطى تصورًا مركزيًا للعالم، فالله قمة الكون خلقه ويحكمه ويسيطر عليه، والأنبياء هم المعلنون عن هذه الحاكمية، ومعهم القادرون على السير على هُداهم، فلا يستطيع معه أحد الخروج عنه، فلا تكن إلا عبد الله ولا تأتمر إلا بأمره ولا تسجد لأحد من دونه. وتتضمن الحاكمية رفض حاكمية البشر وضرورة الثورة عليها، وكأن عصيانها أمر إلهي، فالنظرية السياسية في الإسلام تقوم على مبدأ أساسي وهو أن تنزع جميع سلطات الأمر والتشريع من أيدي البشر منفردين ومجتمعين ولا يؤذن لأحد منهم أن ينفذ أمره في بشر مثله فيطيعوه، محدداً أشكال حاكمية البشر في ثلاثة نظم العلمانية والقومية والديموقراطية وهي النظم التي سيطرت على الحياة السياسية في الغرب.

أصدر أبو الأعلى المودودي كتابه المصطلحات الأربعة في القرآن الذي فسر فيه تلك المصطلحات القرآنية الأربعة التي يدور عليها الإسلام والتي تقوم عليها تعاليمه ودعوته الإله والرب والدين والعبادة. كما نظر المودودي لفكرة إقامة الحكم الإسلامي أو إقامة الدين على نحو جديد، وهو تنظير يقدم تفسيراً خاصا يتميز بالطابع السياسي ويدور حول حاكمية الله وسلطان الرب. بعده جاء سيد قطب مع كتابه معالم في الطريق ليكمل هذا المشوار. اقتصر المودودي على حاكمية الإله أو الربّ وجعلها محور المصطلحات القرآنية الأربعة الأساسية وفكرتها المركزية الأساسية. أما الدين والعبادة فهما فيما يراه المودودي مجرد طرق تؤدي إلى إقرار حاكمية الله. يقول المودودي في هذا الشّأن:
في فبراير سنة 1948م - بعد قيام باكستان بنحو خمسة أشهر - أتيحت الفرصة لأفكار المودودي بخصوص الحاكمية أن تخرج إلى العلن وأن يُثار النقاش المجتمعي حولها للمرة الأولى على نطاق واسع. أعلن أبو الأعلى المودودي من داخل كلية الحقوق في مدينة لاهور أن «الحاكمية في باكستان هي لله العلي الأحد، وما لحكومة باكستان من الأمر من شيء، وكل ما يعارض الشريعة الإسلامية من قوانين البلاد الجارية يلغى ويبطل.» على إثر ذلك الإعلان بدأت الجماعة الإسلامية في الضغط على الحكومة بتطبيق الشريعة. بعد فترة من الاضطرابات والصراعات بين الجماعة والدولة رضخت الحكومة لطلب الجماعة بشكل جزئي وشارك المودودي مع العديد من العلماء المسلمين في كتابة مسودات أولية للدستور الباكستاني.
```
قال أمير الجماعة الإسلامية في كتابه "واقع المسلمين وسبيل النهوض بهم" داعياً أنصاره ومريديه لتغيير الأمر الواقع من خلال ممارسة العمل الانتخابي:
«
أما كيف يتأتى هذا التغيير؟ فليس له من سبيل في نظام جمهوري إلا السعي في الانتخابات، وذلك أن نربي الرأي العام في البلاد ونغير مقياس الناس في انتخابهم لممثليهم، ونصلح طريق الانتخاب ونطهرها من اللصوصية والغش والتزوير، ثم نسلم مقاليد الحكم والسلطة إلى رجال صالحين يحبون ويقدرون أن ينهضوا بنظام البلاد على أسس الإسلام الخالص، ومن حسن حظنا أن قرار مبادئ الدستور قد أزاح من طريقنا جميع العقبات الدستورية التي كانت تحول إلى الآن بيننا وبين اختيار هذا الطريق.
[
28
]
»
```

كما تابع في مسألة الحاكمية والخلافة:
أبو الأعلى المودودي ابن سيد أحمد المودودي ولد في 25 سبتمبر 1903م، ولد في مدينة أورنك آباد الدكن بولاية حيدر آباد، بدأ حياته الدعوية بالدخول إلى ميدان الصحافة عام 1918م، وفي عام 1920م كون جبهة صحافية هدفها تبليغ الإسلام. أصدر مجلة ترجمان القرآن من حيدر آباد الدكن سنة 1933م، التي كان لها الدور الأبرز في نشر أفكاره في شبه القارة الهندية/الباكستانية، ما مهد له الطريق إلى تأسيس جماعته الإسلامية فيما بعد. عن طريق مجلة ترجمان القرآن، وجه المودودي دعوة لعلماء المسلمين وقادتهم لحضور المؤتمر الذي عقد في أغسطس 1941 بلاهور بحضور 75 شخصاً يمثلون مختلف بلاد الهند وتأسس في هذا المؤتمر الجماعة الإسلامية وانتخب المودودي أميراً لها. أسست الجماعة عندما كانت شبه القارة الهندية تحت الاستعمار البريطاني وقبل الانقسام إلى باكستان والهند، ارتبطت أدبيات المودودي بالخلافة والحاكمية والجرائم ضد العثمانيين. كما كان معارضاً لفكرة القومية، وأنها غير موجودة في الإسلام، وعارض ذلك بسبب استقلال باكستان وقيام دولة.
في 28 أغسطس 1947م ظهرت باكستان بشطريها الغربي والشرقي باكستان وبنغلاديش دولة مستقلة عن الهند، وتبع ذلك ظهور قيادة جديدة للجماعة في الهند مستقلة بذاتها لتسهيل النواحي الإدارية. بعد ذلك عمدت الجماعة الإسلامية إلى إيجاد حركة طلابية إسلامية منظمة عرفت باسم "إسلامي جمعية الطالبة".
أصبح المودودي بعد ذلك ذا أثر كبير على معظم الجماعات الإسلامية التي تحاول أن تحقق أهدافها بتطبيق الشريعة الإسلامية، والتي ظهرت بعد ذلك في العالم أجمع، وعلى الرُغم من وجود أسباب اجتماعية وسياسية واقتصادية أدت إلى ظهور تلك الجماعات إلا أن للمودودي أثرًا كبيرًا في تأصيل الكثير من الأفكار أو الأسس العقائدية لتلك الجماعات، كالتأسيس على أصل مبدأ الحاكمية - التنزيل والنص - الثنائية المتصارعة "الخير والشر" – التغير بالقوة – السمع والطاعة – المحارم والطقوس.

### التنزيل والنص
شدد المودودي على ضرورة الاعتماد على سلطة النص وحده المتمثل في "قال الله" و"قال الرسول" لذلك تسود الحجج النقلية وتقل الحجج العقلية، وخطورة منهج التنزيل أي استنباط الأحكام الإلهية مباشرة من القرآن دون اعتماد على العقل أو المشاهدة.

### الثنائيات المتصارعة
تمسك المودودي بوجود ثنائية الخير والشر، الحق والباطل، الصواب والخطأ، الهداية والضلال، الإيمان والكفر، الإسلام والجاهلية، الإسلام والغرب أو عن عدة صور فنية مثل الملاك والشيطان، الجنة والنار، ولا سبيل إلى ايجاد حل وسط بين هذين الطرفين المتصارعين أو الانتقال من أحدهما الى الآخر عن طريق التوسط والتدرج، الخير مطلق، والشر مطلق، والحق مطلق، والباطل مطلق، ولا مكان للمواقف النسبية أو الشك أو الظن أو التردد، وهي ثنائية تحدد العلاقة من جديد بين حاكمية الله وحاكمية البشر، بين الحكومة الدينية والحكومة اللا دينية على مستوى العمل والممارسة، ما جعله يؤكد على وجود صراع بين الإسلام والجاهلية الحديثة، وهنا يبدو تأثر القيادي في تنظيم الإخوان سيد قطب بأفكار المودودي عن كيفية تحول العصر الحالي إلى جاهلي.

## التأثير
ارتبط اسم المودودي بالعديد من تيارات الإسلام السياسي، لا سيما الجماعات الجهادية التي تؤمن برفع السلاح ضد الدولة، وترفع راية تطبيق الشريعة. يعود السبب في ذلك إلى الاهتمام العظيم الذي أولاه المودودي لمفهوم الحاكمية. يلاحظ الباحث في تراث المودودي أن تلك الفكرة بُثت في السواد الأعظم من كتبه ومقالاته، ولا سيما تلك التي نُشرت في مجلة ترجمان القرآن. على سبيل المثال ورد في بعض تلك المقالات قول المودودي: "السلطة العليا المطلقة ليست إلا لله". ونجده يقول في مقال آخر يقول: "لا يحق لمسلم أن يُصدِر من نفسه حكماً في أمر صدر من الله ورسوله فيه حكم، والانحراف عن حكم الله ورسوله نقيض الإيمان وضده". يؤكد المودودي على مركزية تلك الفكرة في البنية العقائدية للدين الإسلامي فيقول: "يختلف الإسلام عن الجاهلية، لأنه قائم على الحاكمية لله فيما الثاني قائم على الحاكمية للإنسان". في السياق نفسه، كتب المودودي كثيراً معبراً عن رفضه للديمقراطية. قال في كتابه "الإسلام والمدنية الحديثة": "إني أقول للمسلمين بصراحة إن الديمقراطية القومية العلمانية تعارض ما تعتنقون من دين وعقيدة". وكان كتاب "المصطلحات الأربعة في القرآن"، هو أهم كتب المودودي التي تناولت مسألة الحاكمية. وذلك من خلال مناقشته لأربعة من المصطلحات المركزية في الدين. وهي الإله، والرب، والدين، والعبادة. خرج المودودي من الكتاب بالفكرة المشهورة التي تربط بشكل وثيق بين الدين وتطبيق الشريعة. تبنت التنظيمات الجهادية تلك الفكرة فيما بعد لتصبح حجر الزاوية في بنيتها العقائدية والفكرية.

### الحركات الإسلامية
أثرت أفكار المودودي بشكل كبير في الكثير من أعلام الحركة الإسلامية في العصر الحديث. على سبيل المثال، اعترف سيّد قطب بأهمية أفكار المودودي فكان يقول: "المودودي المسلم العظيم"، كما اعتاد مرشد الإخوان المسلمين الأسبق عمر التلمساني أن يربط بين المودودي وحسن البنا، وأن يصفهما بأنّهما "إماما الجيل الظاهران المنفردان". في السياق نفسه، اعترف العديد من المفكرين المنتمين لحركات الإسلام السياسي بمكانة المودودي وبدوره المهم في الحراك الإسلامي المعاصر. على سبيل المثال، تحدث عنه المنظر المصري المنتمي لجماعة الإخوان المسلمين محمد قطب، فقال إن كتابات أبي الأعلى المودودي "تعتبر من منارات الفكر الإسلامي المعاصر التي أدت دورًا كبيرًا في تقديم حقائق الإسلام للمسلم المعاصر بطريقة مبسطة مبلورة يسهل فهمها واستيعابها"، كما وصفه الداعية الهندي أبو الحسن الندوي بقوله: "لا أعرف رجلاً أثر في الجيل الإسلامي الجديد مثل تأثير الراحل العظيم لا في العمق ولا في السعة".
كان الإيمان بوجود ثنائيات متعارضة من أهم المرتكزات التي قامت عليها أفكار أبي الأعلى المودودي. بحسب تعبير بعض الباحثين الذين اهتموا بدراسة أفكاره، فإن أمير الجماعة الإسلامية تمسك طوال حياته "بوجود ثنائية الخير والشر، الحق والباطل، الصواب والخطأ، الهداية والضلال، الإيمان والكفر، الإسلام والجاهلية، الإسلام والغرب أو عن عدة صور فنية مثل الملاك والشيطان، الجنة والنار، ولا سبيل إلى ايجاد حل وسط بين هذين الطرفين المتصارعين أو الانتقال من أحدهما الى الآخر عن طريق التوسط والتدرج، الخير مطلق، والشر مطلق، والحق مطلق، والباطل مطلق، ولا مكان للمواقف النسبية أو الشك أو الظن أو التردد، وهي ثنائية تحدد العلاقة من جديد بين حاكمية الله وحاكمية البشر، بين الحكومة الدينية والحكومة اللادينية على مستوى العمل والممارسة، ما جعله يؤكد على وجود صراع بين الإسلام والجاهلية...". كان من الطبيعي أن توظف أفكار ورؤى المودودي بواسطة العديد من تيارات الإسلام الجهادي المعاصر بدءاً من جماعة الإخوان المسلمين ومروراً بتنظيمات القاعدة، وقد بقيت فكرة الحاكمية حاضرة في اللاوعي الجمعي لتلك التيارات. ومنحتهم المبررات الفكرية التي اعتمدت عليها للصدام مع الأنظمة الحاكمة في البلدان العربية.

### الإسلام السياسي
عرف "المودودي" كراعٍ وملهمٍ للإسلام السياسي، وللفكر الشمولي، وتمتع بالعبقرية الحركية الحزبية. وأوجب استدعاء أبو الأعلى المودودي عامل الربط مابين صعود الجنسيات من شبه القارة الهندية الأفغان والباكستانيين والهند ضمن عناصر الجهاد العالمي ودعاياتها بإقامة دولة الخلافة، بما أسسه وجند له والد الإسلام السياسي، من خلال كتبه ومؤلفاته وجماعته (الجماعة الإسلامية بباكستان). ومثّل أبو الأعلى المودودي الرمز الأول للجماعات الإسلامية لشبه القارة الهندية الشاملة للهند وباكستان وبنغلاديش وسريلانكا وكشمير، مثلاً الرمز الأول للإسلام السياسي الأصولي ويماثله في العالم العربي حسن البنا وسيد قطب. وبحسب ما أورده المودودي ضمن أهداف تأسيس الجماعة الإسلامية التي ألقاها في خطابه المؤسس للجماعة في مؤتمره العام بلاهور سنة 1941 بحضور 75 شخصاً يمثلون مختلف بلاد الهند، فإنه انتخب بعدها أميراً للجامعة، وسجله في كتابه "تذكرة يا دعاة الإسلام" جاء فيه بعض من مطالبه: "دعوتنا لجميع أهل الأرض أن يحدثوا انقلاباً عاماً في أصول الحكم الحاضر الذي استبد به الطواغيت والفجرة الذين ملأوا الأرض فساداً، وأن ينتزعوا هذه الإمامة الفكرية والعملية من أيديهم".

### الإخوان المسلمون
وقد وجد حسن البنا في كتاب "الجهاد في الإسلام" الذي ألفه المودودي تطابقاً بينه وبين أفكاره التي يحملها عن الجهاد، وأبدى إعجابه به. كما أن هناك أشبه ما يكون بالارتباط الروحي بسيد قطب، حتى بلغ تبني قطب المودودية. فبحسب مارواه خليل الحامدي سكرتير الشيخ المودودي، قال: "في أحد أعوام الستينيات الميلادية، دخل شاب عربي على الأستاذ المودودي، وقدم له كتاب "معالم في الطريق" لمؤلفه سيد قطب، وقرأه المودودي في ليلة واحدة. وفي الصباح قال لي: "كأني أنا الذي الذي ألفت هذا الكتاب"، وأبدى دهشته من التقارب الفكري بينه وبين سيد قطب". وأضاف: "غداة تنفيذ حكم الإعدام بسيد قطب، دخلنا على المودودي، وقص علينا كيف أنه أحس فجأة باختناق شديد، ولم يدرك لذلك سبباً، فلما عرف وقت إعدام سيد قطب من الصحف الباكستانية قال: "أدركت أن لحظة اختناقي هي نفس اللحظة التي شنق فيها سيد قطب". تجدر الإشارة إلى أن من بين ما دعا إليه أبو الأعلى المودودي، إعداد جماعة تهتم بالدعوة في مختلف الدول قائلاً: "دعوتنا للعالم بأسره أن يعنى ويهتم بإعداد جماعة صالحة مؤمنة متحلية بالسجايا والطباع التي لابد منها لتدبير شؤون الدنيا وتنظيم أمور العالم. من جانب آخر، لا تتصف هذه الجماعة الصالحة بتلك المزايا والطباع فحسب، بل تعلو وتفوق أئمة الكفر والضلال وأعوانهم الذين تراهم مستبدين بأزمة أمور الدنيا اليوم للاضطلاع بأعباء الملك وتدبير شؤون العالم". أشاد د. يوسف القرضاوي رئيس الاتحاد العالمي لعلماء المسلمين بالمودودي ووصفه: "المفكر المجدد صاحب النظر العميق، والتحليل الدقيق، ناقد الحضارة الغربية على بصيرة، والداعي إلى نظام الإسلام على بينة، صاحب الكتب والرسائل التي ترجمت إلى عشرات اللغات، والذي وقف في وجه دعاة (التغريب) وأعداء (السنة)، مؤسس كبرى الجماعات الإسلامية في شبه القارة الهندية".

### الثورة الإسلامية الإيرانية
لم يقتصر أثر وتأثير المودودي على جماعة الإخوان المسلمين، وإنما وإضافة إلى ذلك كله كان لافتاً صلة الوصل ما بين الفكر الثوري للخميني والمودودي نفسه، والذي بلغ إلى حد الإشادة من قبل المودودي، وهو ما لفت إليه "سيد ولي نصر" (أكاديمي أميركي من أصل إيراني، وابن الفيلسوف الإيراني سيد نصر أستاذ الفلسفة والدراسات الإسلامية)، في رسالة الدكتوراه حملت عنوان "طلائع الثورة الإسلامية الجماعة الإسلامية في باكستان" وكتابه الآخر "المودودي وصناعة الإحياء الإسلامي" من جامعة أكسفورد للنشر، والذي قام بتأليفهما في التسعينيات الميلادية، كما ربط المؤلف سيد ولي نصر في كتابه بين الجماعة الإسلامية "جماعة المودودي" في باكستان وتطور الفكر الخميني. فالخميني الذي بحسبه لم يكن يطالب بأكثر من عودة دستور 1906م لإيران، إلا أنه وبتأثير من أفكار المودودي صعد الخميني من مطالباته ليؤلف كتاب الحكومة الإسلامية. بالمقابل، أشاد المودودي نفسه بالثورة الإسلامية الإيرانية ومباركاً لها، وبحسب ولي نصر "ردد المودودي أن ما حدث في إيران من البشائر التي تؤكد أنه سيحدث في باكستان". في كتابيه الاثنين أنصف سيد ولي نصر الأكاديمي الإيراني الدعوة السلفية النجدية من تهمة تصدير الفكر التكفيري، وأعاد بالأدلة أصول أفكار الإسلام السياسي إلى "أبو الإسلام السياسي أبو الأعلى المودودي" مؤكداً أن المودودي لم يتأثر بالدعوة السلفية النجدية، بل إن بذوره الفكرية من الجماعة السلفية الهندية.

### الخلافة الإسلامية
كما أكد أن المودودي "لم يكن فرحاً بضم الحجاز إلى الحكم السعودي، إذ اعتبر أن هزيمة الشريف هي وأد للطموح بتأسيس دولة عربية هاشمية تلتحم مستقبلاً مع مشروعه الإسلامي. كما برهن المؤلف على أن القطبية ليست إلا ترجمة ذكية لأفكار المودودي، وأن التصعيد الخميني كان بتأثير منه". وأشار ولي نصر إلى أن سقوط الخلافة العثمانية سنة 1924م لم يكن وحده من أسباب المرارة التي أصيب بها المودودي، وإنما يورد نقلاً عن المودودي أن هزيمة الشريف حسين وضم الملك عبدالعزيز للحجاز قد سبب حسرة، فهو يرى أن فشل مشروع الشريف قد هدم كل أمل بقيام دولة عربية طموحة قد تلتحم بالعالم الإسلامي. وعلق المؤلف في كتابه على ذلك: "أن المودودي استعمل مفهوم الجماعات المتخيلة قبل بنديكت أندرسون صاحب الكتاب الذي يحمل نفس العنوان، معتبراً ذلك النقطة الفاصلة في اتخاذ المودودي موقفاً معادياً من الدولة الناشئة في نجد والحجاز، فضلاً عن أن يتأثر بأئمة الدعوة، فلم تكن سوى سنوات حتى أعلن المودودي أن الإسلام بحاجة إلى قراءة تجديدية، واكتسب بسببها لقب مجدد بين أتباعه قبيل رحيله إلى باكستان".

## إنتقادات
تعرض المودودي للعديد من الانتقادات خاصة من التيار السلفي حيث انتقد الأنبياء فقال في يوسف عليه السلام:«إن مُطالبة سيدنا يوسف بمنصب وزير المالية كانت مطالبة الدكتاتورية ونتيجة لذلك كان وضعه يشبه جداً وضع موسوليني في إيطاليا الآن.» وقال أيضا:«إن سيدنا يونس عليه السلام كانت قد صدرت منه بعض التقصيرات في تبليغ الرسالة.» وقال عن نوح عليه السلام:«إن سيدنا نوح عليه السلام أصبح مغلوباً أمام نزواته وطغت عليه عاطفة الجاهلية.» وقال في الرسول ﷺ إذ يقول في كتابه رسائل ومسائل:«كان رسول الله ﷺ يظن خروج الدجال في عهده أو قريباً من عهده ولكن مضت إلى هذا الظن ألف سنة وثلاثمائة سنة وخمسون عاماً، قروناً طويلة ولم يخرج الدجال فثبت أن ما ظنه ﷺ لم يكن صحيحًا، وقد مضت ألف ولم يخرج الدجال فهذه هي الحقيقة.» كما اعترض المودودي على سياسات الخليفة عثمان ابن عفان في التصرف في الأموال والمناصب وفي (ص60) من كتاب "الخلافة والملك" أرجع سبب الثورة على الخليفة الراشد عثمان ابن عفان إلى هذه الأسباب، كما انتقد في معاوية بن أبي سفيان في ص (112-113). وانتقد في (ص 59) من كتاب "الخلافة والملك" في الصحابي سعد بن عبادة وفي أبي سفيان.

## الإرث الثقافي
لقد كان المودودي رائداً من رواد الحركة الإسلامية ومربيا ارتبط اسمه بالنهضة الإسلامية فصار علما عليها وعنوانا لنجاحها وتفوقها واستمرارها. نشأ على يديه أجيال من المفكرين والدعاة والعلماء والكتاب والمربين ورجال الاصلاح والتوجيه والبناء الاجتماعي والسياسي في البلاد الهندية - منطلق دعوته - وعلى أرض باكستان. وأبو الأعلى المودودي من كبار مجددي الإسلام في العصر الحديث، ويعتبر امتدادا لعظماء الفمر الإسلامي، وجهابذة الدعوة والاجتهاد والتجديد. وقد خلف عشرات المؤلفات القيمة باللغتين العربية والأردية في التفسير وفقه الدعوة والدراسات الإقتصادية والإجتماعية والحضارة والتاريخ عالج فيها بعقلية متفتحة ومنهجية واضحة وأسلوب علني متزن أهم الموضوعات الفكرية والسياسية والمذهبية المطروحة في ساحة الفكر العالمي، وهي تشكل في مجموعها مكتبة حافلة وتراثا ضخما، يشهد لصاحبه بغزارة مادته وعمق ثفافته وحصافة عقله وأفكاره واجتهاداته ومآخذه ومقترحاته وحلوله.

شَكَّلَ الفكر الإسلامي باتساعه وشموله ومنهجيته إطارًا عامًا لفكر المودودي ومنطلقًا لنظرته، وكان للمودودي موقف ورؤية من كل ما يحيط به في الحياة وتجاوز مرحلة الدعوة باللسان والقلم إلى مرحلة العمل الحقيقي، حين ألف الجماعة الإسلامية لتقوم بتطبيق ما دعا إليه من آراء نظرية في مجال التشريع الإسلامي حكمًا وقيادةً ومعاملات. وقد بدأ ذلك بإصدار بيان رنان قال فيه:
 ثم سارع بطرح دستور الجماعة تاركًا المجال للمناقشة حيث انتهوا إلى الموافقة التامة، وبدأ الكيان الإسلامي يتمثل في تجمع جديد، يقوم بتطبيق ما جاء في دستور الجماعة. كان المودودي مفحمًا في منطقه فجذب انتباه أنصار الفكرة الإسلامية واندفعوا يترجمون مقالاته إلى العربية والفارسية والإنجليزية والفرنسية، حتى انتشرت تعاليم الإسلام على يده في ربوعٍ بذل أصحابها جهد في تشويه هذه التعاليم، ثم توَّج ذلك كله بوضع دستور شامل للحكم الإسلامي لا يزال إلى الآن أهم مرجع معاصر للدارسين.

لقد عَبَّرَ الإمام المودودي عن إحساسه بأهمية وجود جماعة مؤمنة مجاهدة تكون أداة للتغيير بقوله:
 لم يكن المودودي ليسكت على الخطأ بل كان يبادر إلى النقد جريئًا في الحق ولا يغتر بالبهرج الكاذب ولا ينخدع بالبريق الظاهر؛ فواجه بريق الحضارة الغربية ودرسها دراسة متأنية فوجدها تنحصر في العلمانية والقومية والديمقراطية. وفي مجال الاجتهاد التشريعي أفاض المودودي في أصول إسلامية ممتازة، وما أكثر ما خاض المودودي في تشخيص الدواء لما يشيع في جسم العالم الإسلامي من داء، كاتبًا ومحاضرًا ومؤلفًا ومحاورًا ومناظرًا، يقول:«الإسلام لا يزال يعطي الدليل على قوته، فما قامت ثورة من ثورات التحرير الصادقة إلا اعتمدت على آيات القرآن وتوجيهات التشريع، وفي هذه الحركات التحريرية انتفاضات صادقة تحب الدين باطنًا وظاهرًا، وانتفاضات ادّعائية تنادي بالدين لتجذب إليها أعناق المؤمنين، وهي في باطنها الدّفين تخاصمه وتُظهر له العداء، ودليل ذلك أنها لا تعمل على تنفيذ شريعته.»

### سيد قطب
روى خليل الحامدي سكرتير المودودي قال:«في أحد أعوام الستينيات بمكة المكرمة دخل شاب عربي مسلم على الأستاذ المودودي، وقدم له كتاب "معالم في الطريق" لمؤلِّفه "سيد قطب" وقرأه الأستاذ المودودي في ليلة واحدة، وفي الصباح قال لي: "كأني أنا الذي أَلَّفْتُ هذا الكتاب"، وأبدى دهشته من التقارب الفكري بينه وبين سيد قطب، ثم استدرك يقول: "لا عجب؛ فمصدر أفكاره وأفكاري واحد، وهو كتاب الله وسنة رسوله ﷺ.» أمّا عن علاقة الحب والإخاء التي كان يُكِنُّهَا المودودي لقطب رغم بُعد المسافة بينهما؛ فيحكي خليل الحامدي قائلاً:«غداة تنفيذ حكم الإعدام بسيد قطب، دخلنا على المودودي في غرفته، وكانت الصحافة الباكستانية قد أبرزت الخبر على صفحاتها الأولى، إلا أنه لم يكن قد قرأه بعد، فسبقنا المودودي وقصَّ علينا كيف أنه أحس فجأة باختناق شديد، ولم يدرك لذلك سببًا.. فلمّا عرف وقت إعدام سيد قطب من الصحف قال: "أدركت أن لحظة اختناقي هي نفس اللحظة التي شُنق فيها سيد قطب".»

### محمد إقبال
كان شاعر الهند محمد إقبال من المعنيين بكتابات المودودي، وكتب ذات مرة:«إنّ هذا الشيخ يعرض دين الرسول ﷺ  بقلم مداده الدم.» أما المودودي، فيقول:«كان بيني وبين إقبال انسجام كبير في الآراء، والمخطَّط الذي كان في ذهني كان نفسه في ذهن إقبال.» وحين بلغته وفاة إقبال بكى قائلا:«فقدتُ أكبر سندٍ لي في الدنيا بموت هذا الرجل العظيم.» وبعدها بوقت قصير ذهب إلى لاهور وقبل عرضًا من كلية "حماية الإسلام" بأن يكون محاضرًا شرفيًّا، وألقى محاضراتٍ عن الإسلام لمدة عام، كما ألقى محاضراتٍ في عدة جامعات أخرى.

### قالوا عنه
- كان سيد قطب يسمي المودودي «المسلم العظيم.»
- العلامة الشيخ أبو الحسن الندوي:«إنني لا أعرف رجلا أَثَّرَ في الجيل الإسلامي الجديد، فكريًّا وعمليًّا مثل المودودي، فقد قامت دعوته على أسس علميَّة، أعمق وأمتن من تلك التي تقوم عليها الدعوات سياسية، أو ردود فعل للاستعمار الأجنبي، وكانت كتاباته وبحوثه موجهة إلى معرفة طبيعة هذه الحضارة الغربية، وفلسفتها في الحياة وتحليلها تحليلا علميا، قلما يوجد له نظير في الزمن القريب، ولقد عرض الإسلام ونظم حياته وأوضاع حضارته وحكمة سياسته وصياغته للمجتمع والحياة، وقيادته للركب البشري والمسيرة الإنسانية في أسلوب علمي رصين، وفي لغة عصرية تتفق مع نفسية الجيل المثقف، وتملأ الفراغ الذي يوجد في الأدب الإسلامي من زمن طويل... ومن مآثره الخالدة.. أنه حارب "مُرَكَّب النقص" في نفوس الشباب الإسلامي فيما يتصل بالعقائد والأخلاق ونظام الحياة الإسلامية.. وكان لكتاباته فضل كبير لإعادة الثقة إلى نفوس هؤلاء الشباب بصلاحية الإسلام لمسايرة العصر الحديث.[31]»
- الدكتور يوسف القرضاوي:«المفكر المجدد، صاحب النظر العميق، والتحليل الدقيق، ناقد الحضارة الغربية على بصيرة، والداعي إلى نظام الإسلام على بينة، صاحب الكتب والرسائل التي ترجمت إلى عشرات اللغات، الذي وقف في وجه دعاة (التغريب) وأعداء (السنة)، والمنادين بنوبة جديدة (القاديانية)، و(المرتزقة) من الخرافيين والقبوريين و(مشوشي الفكر) من المقلدين الجامدين.. مؤسس كبرى الجماعات الإسلامية في شبه القارة الهندية".[31]»
- المستشار عبد الله العقيل:«والعلامة المودودي علم من أعلام الإسلام المعاصرين، ومفكر من مفكريه، وداعية من دعاته، آتاه الله الحكمة وبعد النظر، والعمق في الفهم، والصبر على العلم، والتأمل في الواقع، والدراسة الميدانية للأفكار الرائجة، والأوضاع السائدة، والتتبع لمصادر المعرفة وتمييزها وتوثيقها، والنقد الموضوعي لحضارة الغرب، بأخذ الصالح منها وطرح الضار، وتقديم الإسلام كحل لمشكلات الحياة في جميع جوانبها".[31]»
- محمد عمارة:«فمن موقع المفكر المدرك للخصائص التي تتميز بها الحضارة الإسلامية.. ومن موقع المناضل المبصر لخطر التغريب على هذه الخصائص كان وعيه وإبداعه في هذا الميدان.[37]»

### جوائز وتكريمات
منح المودودي جائزة الملك فيصل العالمية لخدمة الإسلام وهي أول جائزة تمنح لداعية إسلامي ومفكر وتسلمها بالنيابة عنه ابنه فاروق في حفل رعاه الملك خالد بن عبد العزيز بمدينة الرياض في ربيع الأول عام 1399هـ.

### دراسات عن المودودي
- آراء أبي الأعلى المودودي العقدية -عرض ونقد- : د/عبد الرحمن الدميني.[46]
- أبو الأعلى المودودي حياته وفكره العقدي: حمد بن صادق الجمال (1401هـ - 1986م).
- أبو الأعلى المودودي فكره ودعوته: د. سمير عبد الحميد إبراهيم (1399 هـ - 1979م).
- أبو الأعلى المودودي والصحوة الإسلامية: د.محمد عمارة (1407 هـ - 1987م).
- من أعلام الدعوة والحركة الإسلامية المعاصرة: المستشار عبد الله عقيل سليمان العقيل (1423هـ - 2002م).
- أبو الأعلى المودودي حياته ودعوته: أليف الدين الترابي.
- في ذكرى الإمام أبي الأعلى المودودي: مصطفى الطحان، مركز الدراسات الإسلامية.[47]

## المرجع
- ترجمة أبو الأعلى المودودي.

## وصلات خارجية
- أبو الأعلى المودودي على موقع الموسوعة البريطانية (الإنجليزية)
- أبو الأعلى المودودي .. داعية فوق السحاب (في ذكرى ميلاده: 3 رجب 1321هـ) إسلام أون لاين، 6 ديسمبر 2001م
- كتب المودودي في مكتبة الأسكندرية
- كتب المودودي من موقع ببليو إسلام
- أبو الأعلى المودودي... مؤسس الجماعة الإسلامية في باكستان يحيى أبو زكريا.
- موجز حياة أبي العألى المودودي دراسة بصيغة PDF
- أبو علاء المودودي رائد من رواد الصحوة الإسلامية إعداد وتدوين علي اكبر بامشاد.
- صفحة أبو الأعلى المودودي على المكتبة الشاملة.
- صفحة أبو الأعلى المودودي على موقع جامع الكتب الإسلامية.